# أبوسوم جنوبي ثلاثي الخطوط
أبوسوم جنوبي ثلاثي الخطوط (الاسم العلمي:Monodelphis theresa)، هو نوع من الأبوسوم يتواجد في منطقة المحيط الأطلسي الغابات في البرازيل.